# 마이클 아이언사이드
마이클 아이언사이드(Michael Ironside, 1950년 2월 12일 ~ )는 캐나다의 배우이다.

## 출연 작품

### 영화
- 스잔 (1980)
- 스캐너스 (1981)
- 어둠 속의 테러 (1982)
- 위험한 장난 (1985)
- 탑건 (1986)
- 더블 보더 (1987)
- 노웨어 하이드 (1987)
- 자동차왕 포드 (1987, Ford: The Man and the Machine)
- 체인댄스 (1990)
- 토탈 리콜 (1990)
- 하이랜더 2 (1991)
- 아메리칸 코만도 (1991)
- 살인 추적 (1992)
- 프리 윌리 (1993)
- 아빠 만들기 (1993)
- 레드 스콜피온 2 (1994)
- 가라데 키드 (1994)
- 쫄병 길들이기 (1995)
- 스타십 트루퍼스 (1997)
- 헤비 메탈 2 (2000)
- 퍼펙트 스톰 (2000)
- 일리언 7 (2001)
- 머시니스트 (2004)
- 리커 (2005, Reeker)
- 알파벳 킬러 (2008)
- 스톰 셀 (2008)
- 터미네이터: 미래전쟁의 시작 (2009)
- 도살자 (2009)
- 엑스맨: 퍼스트 클래스 (2011)
- 유에프오 (2014, Extraterrestrial)
- 터보 키드 (2015)
- 저주받은 아이 (2017, Still/Born)
- 컨벤트 (2018, The Convent)
- 블러드써스티 (2020, Bloodthirsty)
- 노바디 (2021) - 에디 윌리엄스 역
- 악마와의 토크쇼 (2023) - 해설자 역
- 블랙베리 (2023) - 찰스 퍼디 역

### 텔레비전
- V (1984-85)
- Nuremberg (2000) - 버턴 C. 앤드루스 대령 역
- 위기의 주부들 (2005-06)

### 비디오 게임
- 스플린터 셀 시리즈 (2002-20)